# Grote pedaalmot
De grote pedaalmot (Argyresthia conjugella) is een vlinder uit de familie pedaalmotten (Argyresthiidae). De wetenschappelijke naam van de soort werd in 1839 gepubliceerd door Philipp Christoph Zeller.